# Filme espesso
Filme espesso é um método usado na fabricação de circuitos integrados.
Esta tecnologia conhecida como filme espesso é semelhante à tecnologia estêncil, denominada fotosilkscreen para depositar diversas camadas de tintas ou pastas especiais sobre uma camada de cerâmica. As tintas ou pastas podem ser condutivas, isolantes ou resistivas.
Os componentes passivos (fios, resistores e capacitores) dos circuitos integrados são compostos pelo depósito de vários filmes com características e padrões distintos.